# ليفان ميلكادز
ليفان ميلكادز هو لاعب كرة قدم جورجي في مركز الهجوم، ولد في 12 ديسمبر 1979 في الاتحاد السوفيتي. شارك مع منتخب جورجيا لكرة القدم. أما مع النوادي، فقد لعب مع نادي تسخينفالي ونادي دينامو تبليسي ونادي زستافوني ونادي سيوني بولنيسي ونادي سيينا ونادي شاختار قراغندي ونادي فوليرينغا وويت جورجيا.

## وصلات خارجية
- ليفان ميلكادز على موقع قاعدة بيانات كرة القدم.إي يو (الإنجليزية)
- ليفان ميلكادز على موقع ناشيونال فوتبول تيمز (الإنجليزية)
- ليفان ميلكادز على موقع Soccerway.com (الإنجليزية)